# Кианг
Кианг (лат. Equus kiang) — вид млекопитающих семейства лошадиных (Equidae). Встречается в Тибете и прилегающих регионах. Кианг является близким родственником кулана (ранее рассматривался как его подвид), однако несколько крупнее и имеет несколько большее сходство с лошадью.

## Внешний вид
Кианги достигают длины тела около 210 см, высоты в холке около 142 см и веса от 250 до 400 кг. Их шерсть сверху в летнее время окрашена в светло-красные тона, в то время как зимняя длинная шерсть скорее бурая. На спине у них заметная чёрная полоска. Нижняя сторона белая, отдельные белые участки шерсти могут простираться вплоть до спины. В белый цвет окрашены также ноги, передняя часть шеи и морда. Помимо более крупных конечностей, отличие от кулана заключается и в более крупной голове, более коротких ушах, более длинной гриве и более широких копытах.

## Распространение
Кианги населяют весь тибетский горный массив, состоящий из горных хребтов и плато к северу от Гималаев. Самые многочисленные популяции обитают в Тибетском автономном районе, а также в соседних китайских провинциях Цинхай и Сычуань. Кианги встречаются в том числе и в Индии (штаты Ладакх и Сикким) и в Непале. Их средой обитания являются сухие степи на высоте до 5000 м над уровнем моря.

## Поведение
Кианги живут в группах от 5 до 400 особей. Самые крупные из них состоят из самок и жеребят, а также из особей-подростков обоих полов. Предводительницей групп является, как правило, зрелая самка. Социальные узы внутри группы весьма сильны, кианги никогда не покидают друг друга и отправляются вместе на поиски пищи. Самцы на протяжении лета живут поодиночке и сбиваются к зиме в группы холостяков.
В поисках пищи кианги проходят большие расстояния, преодолевая в том числе реки и другие водоёмы. Они хорошие пловцы, и иногда можно наблюдать их при купании. Как все лошадиные, кианги растительноядны и питаются главным образом травами и иной низкой растительностью. Во времена изобилия пищи (июль и август) они могут набрать до 45 кг дополнительного веса.

## Размножение
В июле и августе самцы начинают следовать за группами самок и бороться с соперниками за право спариваться. Период спаривания заканчивается в середине сентября. После беременности, длящейся около года, самка в июле или августе рождает по одному детёнышу. Новорожденные кианги уже спустя несколько часов после родов стоят на ногах и следуют за матерью. В возрасте одного года они становятся самостоятельными, половая зрелость наступает в возрасте двух лет или позже. Максимальная зарегистрированная продолжительность жизни кианга в неволе составляла 26 лет.

## Угрозы
В Китае насчитывается около 65 тысяч киангов, из них около 45 тысяч в Тибете. Около 2000 особей живут в Индии. О численности киангов в Пакистане, Непале и Бутане существуют противоречивые сведения.

## Систематика
Иногда кианги рассматриваются как подвид кулана, однако исследования ДНК позволяют выделить их в отдельный вид. Существуют три подвида киангов:
- E. k. polyodon
- E. k. holdereri
- E. k. kiang